# GSC813-2294
GSC813-2294 — хімічно пекулярна зоря спектрального класу A4, що має видиму зоряну величину в смузі V приблизно 11,3.